# Capela (Galiza)
A Capela (em galego, A Capela; e em castelhano, Capela) é um concelho da Província da Corunha na Galiza, pertencente à comarca do Eume. De área 59 km² com população de 1471 habitantes (2007) e densidade populacional de 25,68 hab/km².

## Demografia
| Variação demográfica do município entre 1991 e 2004 | Variação demográfica do município entre 1991 e 2004 | Variação demográfica do município entre 1991 e 2004 | Variação demográfica do município entre 1991 e 2004 |
| --------------------------------------------------- | --------------------------------------------------- | --------------------------------------------------- | --------------------------------------------------- |
| 1991                                                | 1996                                                | 2001                                                | 2004                                                |
| 1741                                                | 1642                                                | 1530                                                | 1526                                                |

## Geografia
O concelho, de 59 km², limita ao norte com São Sadurninho, ao sul com Monfero, ao leste com asPontes e ao oeste com Cabanas.
Tem uma altitude média de 450 m, e está atravessada pelos vales dos rios Eume e Belelle. No vale do primeiro estão as Fragas do Eume. O Belelhe baixa da serra do Forgoselo, e o concelho de leste a oeste.

## História
Desde a Idade Média e durante o Antigo Regime o território do concelho era propriedade do mosteiro de Caaveiro.
A começos do século XIX constituiu-se o concelho de Caaveiro, pertencente ao Partido Judicial de Ponte d'Eume. Em 1835 constitui-se o concelho da Capela, formado por nove paróquias. Em setembro de 1836 o concelho de Cabanas solicitou à Deputação da Corunha que a paróquia de Cabalar fosse incluída no seu território. Em 1842 a Deputação estudou a redução do número de concelhos, mas a Capela contava naquela altura com dezasseis paróquias: as actuais mais Vilavella (Pontes), Sillobre e Magalofes (Fene), Regoela, Santa Cruz do Salto e Soaserra (Cabanas).
Em julho de 1925 a paróquia de Sam Boulo de Caaveiro passou do concelho de Cabanas ao da Capela. O 8 de julho de 1982 a Junta de Galiza decretou a segregação das paróquias de Bermui, Espinharedo, San Pedro de Eume, Ribadeume, A Faeira, Goente e O Freixo, que passaram a formar parte do concelho das Pontes.

## Governo municipal
Anxo López Sueiro (PSdeG-PSOE) é alcaide da Capela desde 1987. Apesar de obterem quatro maiorias absolutas consecutivas, em 2007 a sua formação baixou aos 4 concelheiros, o que obrigou a assinar um pacto de governo com o único edil do BNG, que manteve a Sueiro no governo.
Completam a corporação dois edis do PP e outros dos de TeGa.

## Património histórico e artístico
Destaca o Mosteiro de São João de Caaveiro, situado na paróquia do mesmo nome. Estabeleceu-se desde o ano 934 e foi abandonado no 1800. Atualmente foi reabilitado.
A igreja paroquial de Santiago da Capela, situada no lugar do Pazo, é de origem românica. Nela destaca a torre campanário, à que se acede desde o exterior mediante uma escada de pedra, que se faz de caracol no interior da torre.
A capela de Nossa Senhora das Neves, é também de origem românica, do século XIII. Tem planta rectangular duma só nave e uma torre acrescentada no século XIX de planta quadrada e campanário de quatro arcos.
A igreja paroquial de São Bráulio de Caaveiro é de origem românica, mantendo a abside do século XIII. A fachada foi reconstruida no século XIX. Tem planta rectangular com uma só nave, de fachada simétrica com um campanário central de dois ocos rematados em pináculos.
A igreja paroquial de Santa Maria de Cabalar, é do século XIX. De planta rectangular duma só nave e fachada simétrica com um campanário central de dois ocos rematados em pináculos com bola.
Há cruzeiros no Pazo, Cabalar e As Neves.
Da importância da água na forma de vida da população da Capela dá boa mostra a existência duma ferreria hidráulica, o machuco, que está no rio da Graña, e é uma das poucas construções deste tipo conservadas na Galiza. Atualmente só se conserva o banzado construído totalmente em pedra, e as bases da que fora a ferreria.
O museu Etnográfico da Capela tem a sua sede central na Casa do Pazo, onde se recria um fogar tradicional como unidade básica do sistema cultural galego rural, não só como refugio da família, também respondendo às necessidades sociais e derivadas duma economia de auto-suficiência.
O Parque etnográfico do Sesín, ao lado do rio Sesín, explica os aproveitamentos tradicionais dos recursos das Fragas: os moinhos de água, o carvão vegetal, as castanhas, a casca das árvores (principalmente o carvalho)...
O Museu da Escola representa um centro de ensino típico de começos do século XX, fazendo pé firme na evolução do ensino ao longo dos anos.

## Entorno natural
Forma parte do Parque natural das Fragas do Eume.

## Galeria de imagens

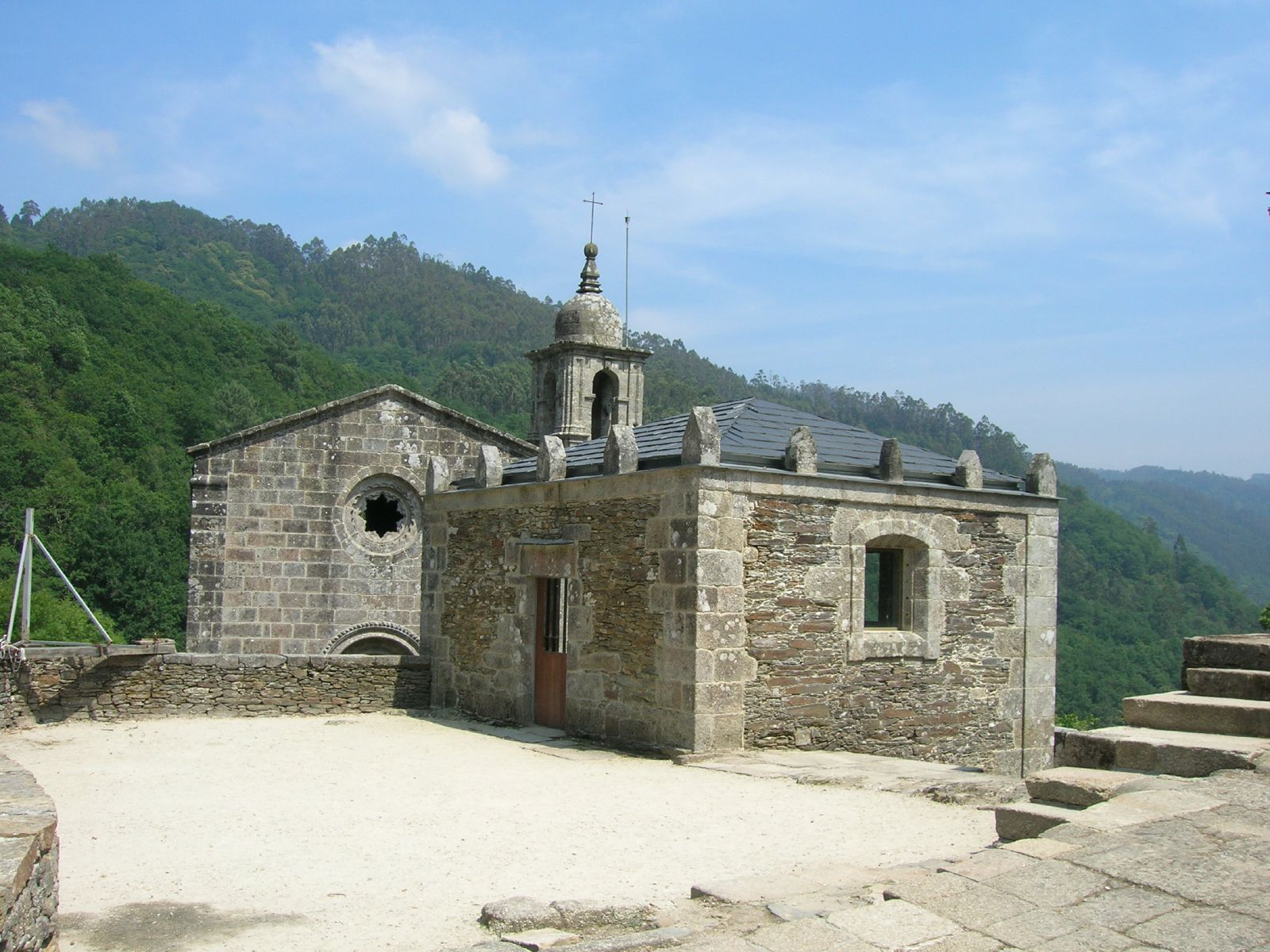
Mosteiro de São João de Caaveiro
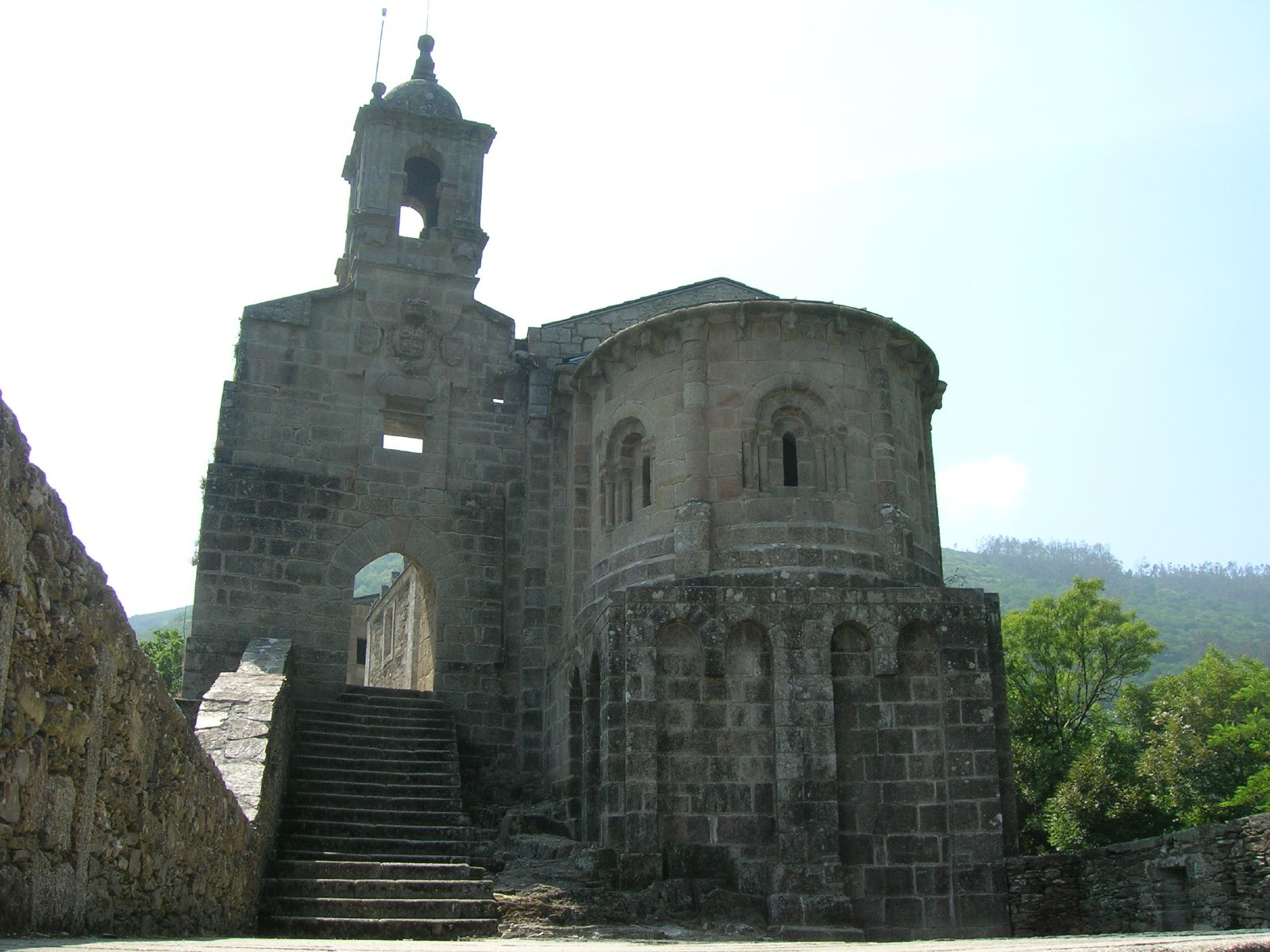
Mosteiro de São João de Caaveiro
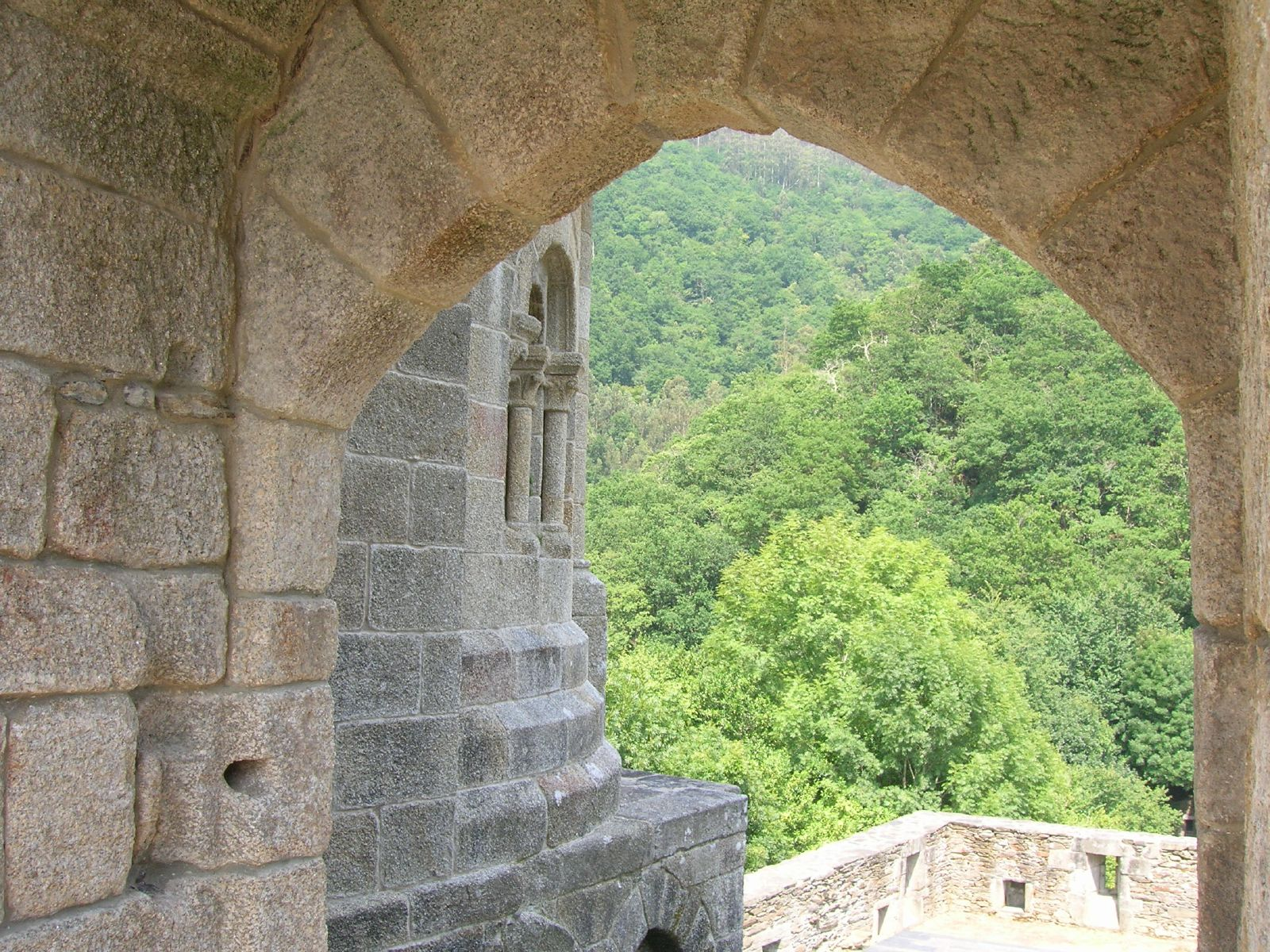
Mosteiro de São João de Caaveiro
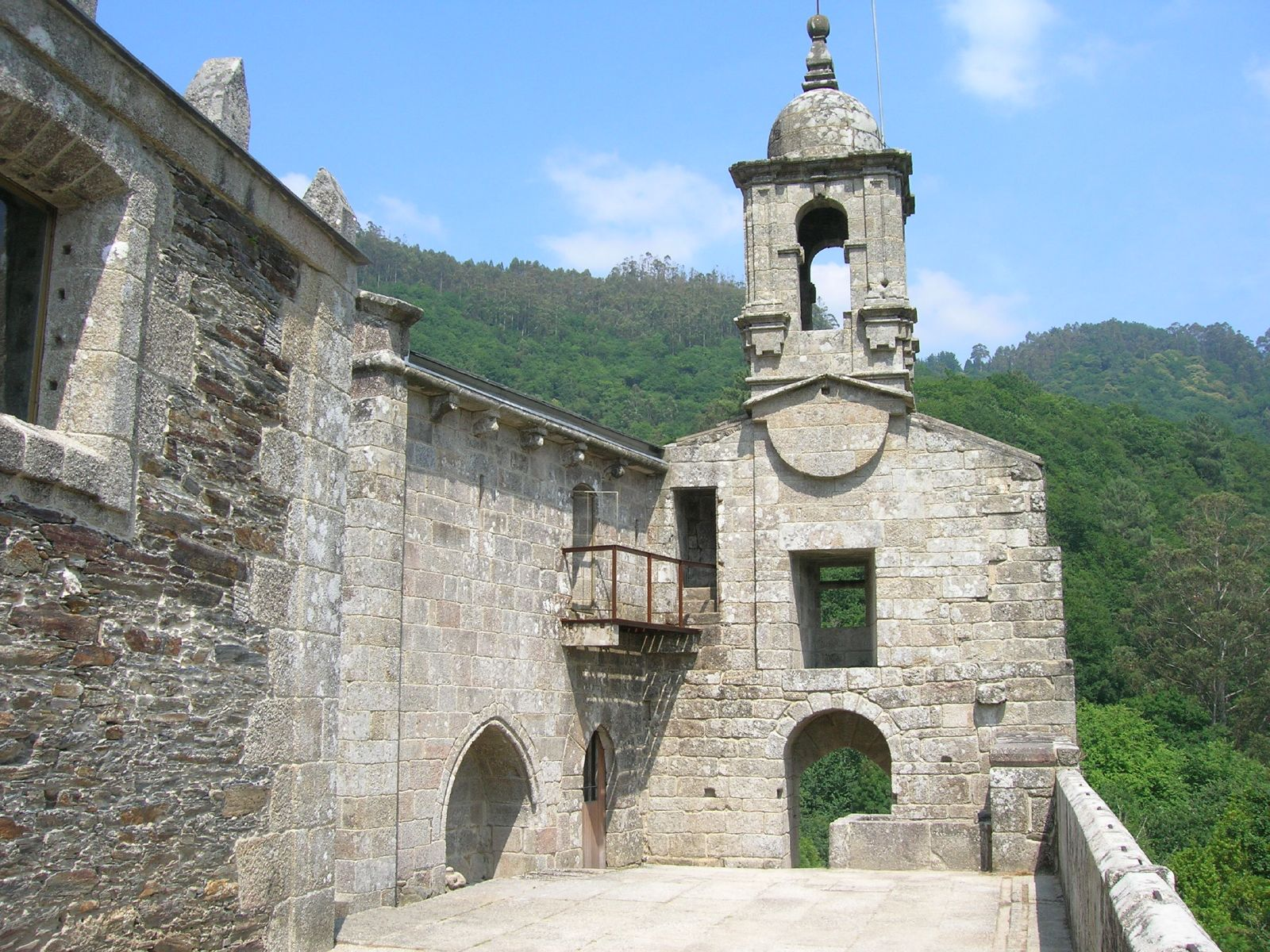
Mosteiro, recinto interior
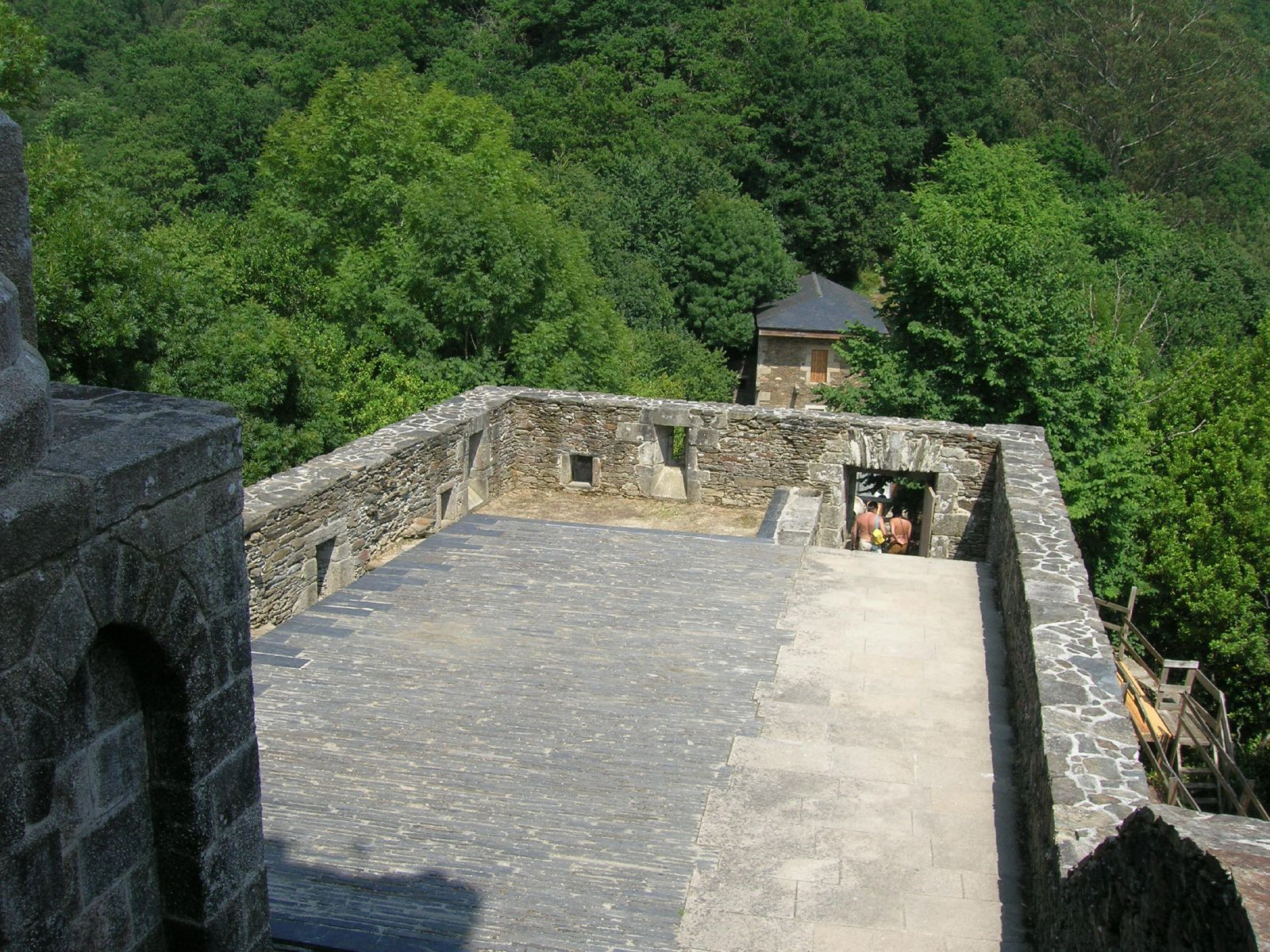
Vista desde o Mosteiro das Fragas do Eume